# スプリウス・ラルキウス・ルフス
スプリウス・ラルキウス・ルフス、またはコグノーメン（第三名、家族名）フラウス（Spurius Larcius Rufus, Spurius Larcius Flavus）は共和政ローマ初期の政治家・軍人。紀元前506年と紀元前490年に執政官（コンスル）を務めた。しかし、彼が有名なのはクルシウム王ラルス・ポルセンナの攻撃からスブリキウス橋（en）を守りきったためである。

## 出自
ラルキウス氏族は - ラルティウス（Lartius）またはラルギウス（Largius）とされることもあるが - 共和政ローマ初期に活躍したエトルリア系の氏族である。その氏族名（ノーメン）は、エトルリア人のプラエノーメン（第一名、個人名）である「ラルス」に起因する。スプリウスの兄弟であるティトゥス・ラルキウス・ルフスは紀元前501年と紀元前498年に二度執政官を務め、さらにローマ最初の独裁官（ディクタトル）に就任している。

## クルシウムとの戦い
紀元前509年、第7代ローマ王タルクィニウス・スペルブスが追放されると、クルシウム王ラルス・ポルセンナはタルクィニウスを復位させるか、あるいは自身が王位につくことでローマを支配しようと考えた。翌紀元前508年、ポルセンナはローマに向けて兵を進めた。ポルセンナはヤニクルムの丘を含むティブル川西岸を占領した。続いてクルシウム軍は、ローマ市内につながる木製のスブリキウス橋（en）へと向かった。これを認めたローマ軍は川の東岸へ撤退し、工兵が橋を落とす作業を開始した。しかし、プブリウス・ホラティウス・コクレス（en）、ティトゥス・ヘルミニウス・アクィリヌスとラルキウスの3人は西岸に踏みとどまりクルシウム軍と戦った。
19世紀初頭の歴史家バルトホルト・ゲオルク・ニーブールはこの3人の象徴的な重要性を指摘している。3人は古代ローマを構成する3つのトリブスの代表者であった。即ち、ホラティウスはラテン人を代表し、ヘルミニウスはサビニ人を、ラルキウスはエトルリア人を代表した。
橋は非常に狭かったため、守備する3人と一度に戦えるのはせいぜい数人であった。伝説によると、3人は橋が破壊される寸前まで戦い、ホラティウスが最後まで残って他の二人を安全に撤退させた。橋が破壊されるのを見届けると、ホラティウスは川に飛び込んだ。その結末は諸説あり、多くの資料ではティブル川を泳ぎ渡ったとするが、ポリュビオスは川の中で死んだとする。
この後クルシウム軍はローマを包囲するが、ラルキウスとヘルミニウスは再び戦いの場に登場する。執政官プブリウス・ウァレリウス・プブリコラが仕掛けた、エトルリアの襲撃部隊を捕虜とするための一連の欺瞞機動に両者とも参加している。

## 経歴
紀元前506年、ラルキウスは共に橋を守ったティトゥス・ヘルミニウス・アクィリヌスと共に執政官に就任した。執政官就任中に特に重要な事態は起こっていない。ニーブールはカピトリヌスのファスティ（執政官一覧）に1年の空白（おそらく、ポルセンナがローマを占領・支配した）を埋めるために後から挿入されたのではないかと考えている。彼らの後任執政官はポルセンナに使者を送り、タルクィニウスの復位を認めないという条件で講和を実現している。
ラルキウスは紀元前490年にも執政官を務めている。同僚執政官はクィントゥス・スルピキウス・カメリヌス・コルヌトゥスであった。コルヌトゥスもまたローマを防衛した一人であり、グナエウス・マルキウス・コリオラヌスがウォルスキ軍を率いてローマに侵攻してきた際には、ラルキウスとスルピキウスが講和交渉の使節として送られている。紀元前480年には、翌年の執政官選挙のためのインテルレクス（5日間限定の最高職）に選ばれている。同年にローマ近郊のエトルリア都市であるウェイイに戦争を仕掛けたとされる。

## 文学
紀元前508年のスブリキア橋でのポルセンナに対するラルキウスとその仲間の活躍は、トーマス・マコーリーの『古代ローマ詩歌集』でも讃えられている。

## 参考資料
- ティトゥス・リウィウス『ローマ建国史』
- ハリカルナッソスのディオニュシオス『ローマ古代誌』
- バルトホルト・ゲオルク・ニーブール History of Rome
- ウァレリウス・マクシムス, Factorum ac Dictorum Memorabilium libri IX
- ポリュビオス『歴史』
- プルタルコス『対比列伝』
- トーマス・マコーリー『古代ローマ詩歌集』
- この記事には現在パブリックドメインである次の出版物からのテキストが含まれている: Smith, William, ed. (1870). "Spurius Lartius". Dictionary of Greek and Roman Biography and Mythology (英語).